# Negacionismo del Holodomor

Mapa de los países que reconocieron el Holodomor como genocidio.

El negacionismo del Holodomor (en ucraniano: Заперечення Голодомору, transl.: Zaperechennia Holodomoru; en ruso: Отрицание Голодомора, transl.: Otritsaniye Golodomora) es la afirmación de que la Unión Soviética no llevó a cabo una hambruna deliberada en la RSS de Ucrania, que esta no tuvo lugar, o bien su importancia y significado son minimizados. Dicha negación y/o supresión de la información relacionada con la hambruna fue llevada a cabo por la propaganda oficial soviética desde el comienzo hasta los años 80 con gran éxito para el Gobierno Soviético.
Esta postura contó con el respaldo de varios periodistas (entre los que se incluyen: Walter Duranty y Louis Fischer) e intelectuales occidentales. De acuerdo con Robert Conquest, "las autoridades soviéticas recurrieron en primera instancia a la técnica de propaganda: Gran Mentira con la que manipular a la opinión pública internacional". Táctica similar se empleó en la campaña de los Juicios de Moscú y el Negacionismo de los Gulags.
Tan solo en la era postsoviética se condenó oficialmente el Holodomor como un acto de genocidio contra la población ucraniana. A día de hoy, las causas, la naturaleza y la existencia del Holodomor sigue siendo tema de acalorado debate sobre si constituye o no un genocidio.

## Unión Soviética

### Encubrimiento de la hambruna

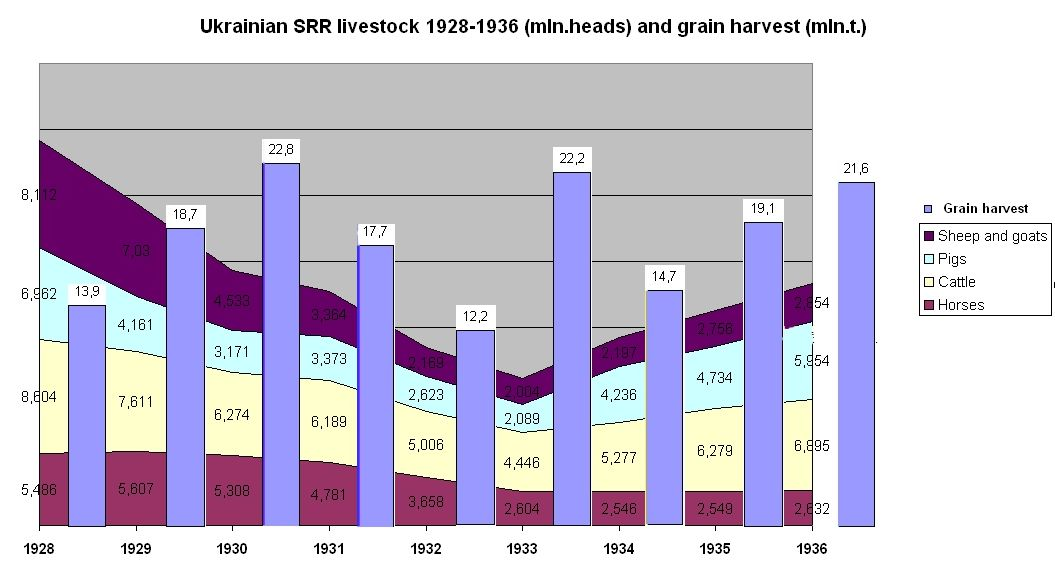
Estadísticas en el sector agrícola entre 1928 al 1936

Las autoridades soviéticas tomaron toda clase de medidas para impedir que surgiera cualquier información de la hambruna. Cuando los campesinos ucranianos empezaron a viajar al norte de Rusia en busca de pan, Iósif Stalin y Viacheslav Mólotov enviaron un telegrama secreto a los jefes del partido y de la policía provincial con instrucciones de que fueran deportados alegando que se trataban de "agentes polacos intentando crear tensión sobre el hambre". El presidente de la OGPU: Guénrij Yagoda, informó que más de 200.000 campesinos fueron devueltos.
Nadezhda Allilueva, mujer de Stalin, descubrió la existencia de la hambruna tras haber asistido a la escuela técnica donde varios estudiantes ucranianos describían la situación en la república socialista. Allilueva se quejó ante Stalin, el cual dio la orden de que diera comienzo una purga contra todos los estudiantes que formaron parte de la colectivización.
El Jefe de Estado Mijaíl Kalinin se dirigió a los dirigentes del bloque occidental que ofrecieron donar alimentos. En declaraciones, acusó a estos de "estratagemas políticas" y que "sólo las clases más decadentes son capaces de producir tales elementos cínicos."
En una entrevista con Gareth Jones en marzo de 1933, el ministro de Asuntos Exteriores Maxim Litvinov declaró: "en fin, no hay hambruna. Debes mirarlo desde otra perspectiva. La hambruna actual es temporal. Sería complicado definirlo como tal."

El 3 de enero de 1934, siguiendo instrucciones de Litvinov, Boris Skvirski, embajador soviético en la recién abierta embajada en Estados Unidos, publicó una carta en la que calificaba de "grotescas" las acusaciones de que el Gobierno Soviético estaba "matando deliberadamente a la población ucraniana", y alegó que: 
"la población ucraniana ha estado creciendo un 2% durante estos cinco años" 
y que
"el ratio de decesos es el más bajo de todas las repúblicas que conforman la Unión Soviética". 
Para concluir, comenta que la situación de mortandad es un "35% inferior" que en la época previa a la guerra o durante el régimen Zarista. La mención de la hambruna también estuvo perseguida, hasta el punto de estar penado con cinco años de trabajos forzados en gulags o incluso pena de muerte.

### Falsificación y eliminación de pruebas
Se desconoce la cifra exacta de fallecidos debido a los bailes de cifras. Por ejemplo, en el Inspectorado Médico de Kiev, la cantidad fue de 3.997 cuando en realmente se reportaron 9.472. La OGPU por su parte, estuvo involucrada en la destrucción deliberada de los certificados de nacimiento y de deceso al igual que la fabricación de información falsa con el objetivo de minimizar las causas y las estadísticas de fallecidos en Ucrania. También se produjeron falsificaciones por parte de varios organismos.
En enero de 1937 se elaboró el primer censo en once años con el fin de reflejar los éxitos de las políticas de Stalin. No obstante, las cuentas no cuadraron en cuanto al crecimiento demográfico se refiere si se compara con los fallecidos a causa de la hambruna al igual que por otras causas no relacionadas. Varios estadistas que incluyeron estos datos fueron arrestados y ejecutados, incluyendo a tres miembros del Centro Administrativo de Estadísticas. Durante medio siglo, estos datos fueron ocultados en el Archivo Estatal Ruso de Economía.
En 1939 se realizó otro censo, esta vez con las cifras infladas de manera que coincidiese con los informes que Stalin declaró en el XVIII Congreso del Partido Comunista (170,6 millones de habitantes). Hasta 1959 no se realizó ningún otro censo.

### Campañas en los años 80
Hasta 1983 la Unión Soviética negó la existencia de la hambruna. Dicho año la diáspora ucraniana inició una campaña de presión en el que pedían a los medios de comunicación y gobiernos internacionales, entre ellos: Estados Unidos y Canadá a que hiciesen una declaración sobre la relación de Ucrania con el Gobierno soviético.
Aunque admitieron el fallecimiento de varios campesinos, la administración soviética inició una campaña de desinformación achacando la escasez de alimentos a la sequía. El Jefe del directorio de Asuntos Exteriores del PCUS A. Merkulov encargó a Leonid Kravchuk del Partido Comunista Ucraniano buscar pruebas que sustentasen la tesis climática. Esta nueva evidencia debía ser enviada a los centros de la agencia Novosti en Estados Unidos y Canadá. Aparte de las pruebas, estos acusaron a la "burguesía nacionalista" ucraniana de iniciar una "campaña antidemocrática" además de colaboracionismo con los nazis durante la II Guerra Mundial. De acuerdo con las pruebas de Kravchuk, durante el periodo de 1932 y 1933 se produjeron grandes precipitaciones dentro de lo normal, sin embargo, la posición oficial siguió defendiendo la sequía como causa principal.
En febrero de 1983, Yakovlev declaró: "en el pabellón de la RSS de Ucrania de la  Exposición Internacional "El Hombre y el Mundo" celebrado en Canadá, se puso en marcha una campaña iniciada por nacionalistas con el fin de atraer la atención internacional sobre el Holodomor en la República Soviética". Este propuso una lista concreta con el objetivo de eliminar, lo que él definió, "acciones ideológicas del enemigo burgués ucraniano".
En abril de 1983, la agencia Novosti preparó un comunicado de prensa en la que se negaba la hambruna de 1933. Dicho comunicado fue enviado a los principales medios de comunicación internacionales al igual que a la Universidad de Canadá y al Parlamento.

El 5 de julio de 1983, la embajada soviética publicó una nota oficial de protesta por un monumento memorial a las víctimas del Holodomor en Edmonton, Alberta en un intento por desprestigiar el homenaje. En octubre de 1983, el Concejo Mundial Ucraniano liderado por V. Yu. Danyliv intentó iniciar un proceso tribunal internacional para juzgar el Holodomor. Resolución que fue aprobada dos meses después. El antiguo Presidente de Ucrania, Leonid Kravchuk admitió ser el responsable de llevar a cabo la campaña hacia la diáspora ucraniana en los años 80 coincidiendo con el cincuenta aniversario de la hambruna soviética:
"A comienzos de los años 80 empezaron a aparecer varias publicaciones en la prensa occidental con la ocasión del cincuentagésimo aniversario de una de las mayores tragedias en la historia de nuestro pueblo. Pronto se puso en marcha una campaña de contra-propaganda a la que yo me puse en frente." 
El primer libro sobre la hambruna se publicó en 1989 en Ucrania, lo cual supuso un momento tenso en el seno del Partido Comunista en el país. Entonces, Volodymyr Ivashko reemplazó a Volodymyr Scherbytsky y el Consejo Político dio su visto bueno a que se publicara, sin embargo fue objeto de censura en el momento de imprimir las fotografías "más fuertes" además de reducir el número de ejemplares de 1.500 a 350.
En 1986 el Congreso de los Estados Unidos aprobó una comisión en la que el Gobierno soviético fue responsable de la hambruna. Finalmente, Kravchuk expuso los intentos oficiales por ocultar las pruebas y salió en defensa del reconocimiento del Holodomor como genocidio.

## Fuera de la Unión Soviética

### Walter Duranty

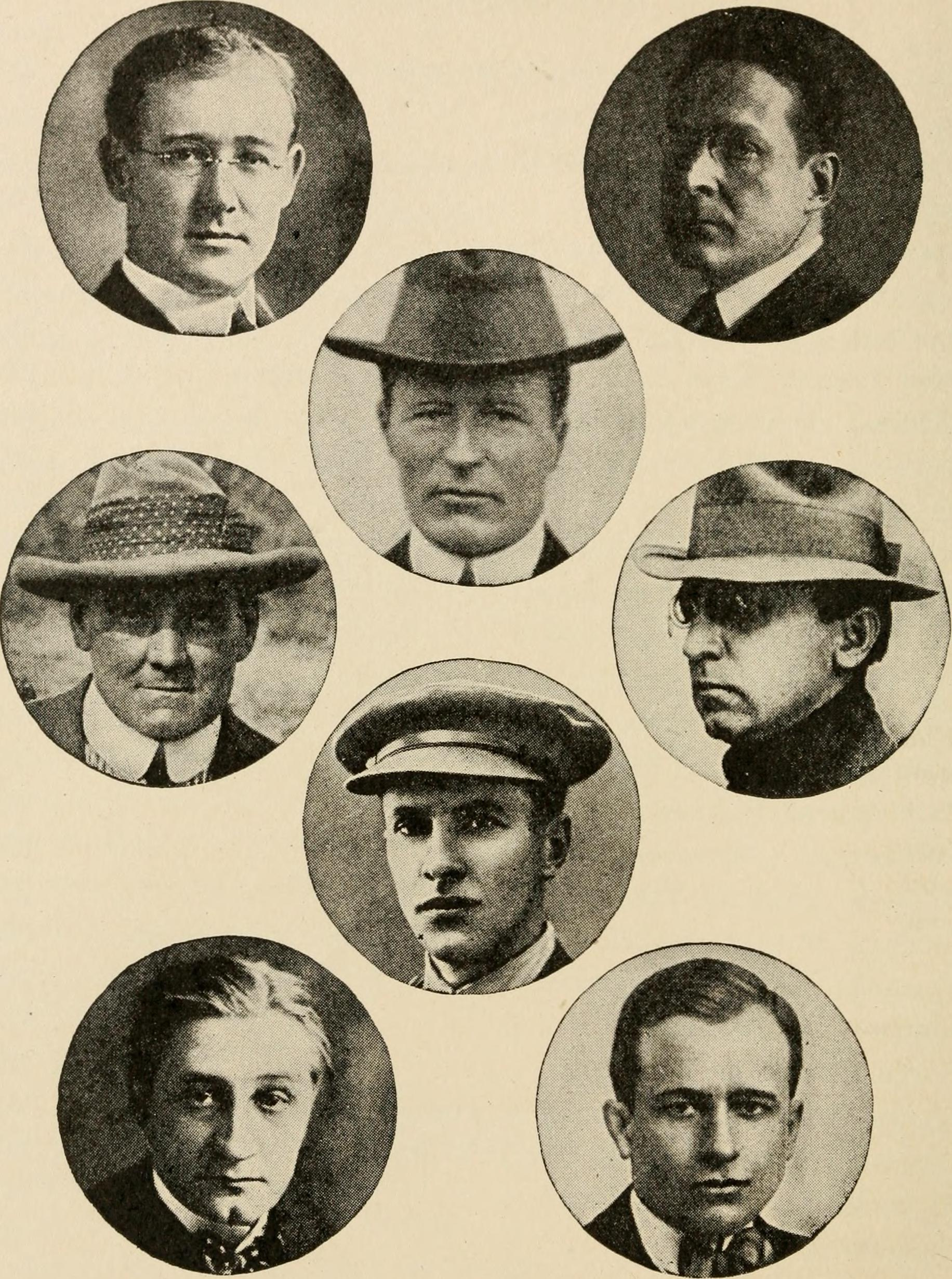
Walter Duranty (centro debajo) junto con otros corresponsales en 1919

De acuerdo con Patrick Wright, Robert C. Tucker, Eugene Lyons, Mona Charen y Thomas Woods; uno de los primeros negacionistas de Occidente fue Walter Duranty, ganador del Premio Pulitzer de periodismo en 1932 en la categoría de corresponsales por su cobertura del Plan Quinquenal soviético. Escribió en The New York Times que: "cualquier reporte sobre la hambruna en Rusia, es una exageración o propaganda malintencionada" y que "no hay muertes por inanición, aunque sí por enfermedades relacionadas con la malnutrición".
No obstante, Duranty estuvo al corriente de la hambruna y en privado comentó a Lyons e informó a la Embajada británica que la población ucraniana y del Bajo Volga decreció entre seis y siete millones. Sin embargo, en sus reportes restó importancia a los recortes en alimentación. En marzo de 1933 escribió desde Moscú: "las condiciones son malas, pero no hay hambruna. Hablando en plata, no puedes hacer una tortilla sin romper los huevos."

En otras publicaciones, arremetió contra aquellos que escribían sobre la hambruna, a los que acusaba de "reaccionarios" y "propagandistas anti-bolcheviques". En agosto de 1933, el Cardenal de Viena Theodor Innitzer hizo un llamamiento a la unidad por las vidas que se estaba cobrando la hambruna y que según él, era la causa de que se produjese actos de canibalismo e infanticidio. Ante estas declaraciones, Duranty salió al paso y publicó un desmentido por parte de la Unión Soviética: "no tenemos ni caníbales ni cardenales". El periodista inglés Malcolm Muggeridge declaró sobre Duranty que:
"siempre disfruté de su compañía; había algo tan vigoroso, vivaz y absurdo sobre su falta de escrúpulos que sus constantes mentiras eran de un modo absorbentes". 
También le describió como "el mayor mentiroso en medio siglo de periodismo". Otros periodistas también le señalaron como "el idiota número 1 de Lenin y de Stalin en segundo lugar". A partir de 1986 se lanzaron campañas en las que se pedían la retirada del Pulitzer al The New York Times, sin embargo el medio de comunicación se negó alegando que Duranty recibió el premio por su trayectoria profesional cuando todavía no había hambruna. El Times por su parte informó que "Duranty tuvo que someterse al filtro de la censura soviética". Varios historiadores consideraron los reportajes de Duranty desde Moscú cruciales en la decisión del Presidente Franklin D. Roosevelt para reconocer en 1933 a la Unión Soviética.

### Negacionismo por parte de personalidades internacionales de renombre
Escritores importantes de las islas británicas como George Bernard Shaw y H. G. Wells visitaron la Unión Soviética en 1934 y negaron la existencia de la hambruna en Ucrania. En 1934 el Ministerio de Relaciones Exteriores en la Cámara de los Lores afirmó que no había evidencias que avalasen las alegaciones contra el Gobierno soviético respecto a la hambruna en Ucrania, argumentos calificados de "cuento propagado por nacionalistas".
Las dimensiones del negacionismo llegaron hasta una visita que tenía previsto realizar el Primer Ministro Francés Édouard Herriot durante los días del 26 de agosto al 9 de septiembre de 1933. Según sus palabras: Ucrania era "un jardín a punto de florecer". El día antes a su llegada se apartó de la vía pública a mendigos, huérfanos y gente desnutrida. Los establecimientos de comidas fueron abastecidos; sin embargo la compra de productos estaba prohibida. También hubo una limpieza a fondo de las calles. Al igual que con otros visitantes del bloque occidental, Herriot conoció a varios "campesinos" falsos, todos ellos comunistas o miembros de la Komsomol seleccionados y con un estado de salud óptimo. El 13 de septiembre, el diario Pravda publicó las declaraciones del mandatario francés en las que desmentía categóricamente las "mentiras burguesas".

El novelista George Orwell observó la falta de conocimiento sobre la hambruna y afirmó: "grandes eventos como la hambruna ucraniana de 1933 que causan la muerte de millones han escapado a la atención de la mayoría de los ingleses rusófilos". En 1945 escribió:
"se consideró correcto difundir estos sucesos cuando sucedieron en India al igual que ahora se oculta cuando sucede en Ucrania. Y si esto sucedió antes de la guerra, entonces la atmósfera intelectual no es mejor ahora."
Nigel Colley ha escrito influido por la hambruna y el negacionismo de este por parte de Duranty.

### Douglas Tottle
En los años 80, el PCUS se dirigió al Partido Comunista Canadiense para contactar con el periodista Douglas Tottle, a quien se le encargó realizar una campaña propagandística opuesta a la postura ucraniana bajo el título: Fraud, Famine and Ukrainian Fascism. Desde Kiev no se hizo esperar la respuesta y los críticos sugirieron que la obra se titulase: "Ukrainian Fascism never existed" ("El fascismo ucraniano jamás existió").

El libro fue publicado en 1987 con el título definitivo: Fraud, Famine, and Fascism: the Ukrainian Genocide Myth from Hitler to Harvard por la editorial Progress Publishers de Toronto. En él, Tottle indica que el Holodomor fue un "genocidio fraudulento creado por propagandistas nazis". Sin embargo el libro fue retirado de la circulación después de que Shcherbytsky, líder del Partido Comunista de Ucrania, reconociera públicamente la hambruna. Wilfred Szczesny, de la revista Ukrainian Canadian Magazine, de orientación ideológica comunista, escribió:
"los miembros del público general que quieran saber algo sobre la hambruna, su extensión y sus causas aparte de los motivos y las técnicas de aquellos que hicieron de esta tragedia, algo más de lo que es en realidad, encontrarán que la obra de Tottle no tiene precio". 
En 1988 apareció parte del material del periodista en The Village Voice. En 1988 también tuvo lugar una comisión internacional de investigación a la que se invitó a Tottle a compartir su punto de vista sobre las causas y sobre la existencia de la hambruna, sin embargo este declinó el ofrecimiento. A pesar de haber sido organizado junto a líneas judiciales, no tenían potestad para compeler a testigos para asistir o testificar. No obstante, se analizó el libro de Tottle con el testimonio de varios expertos. El presidente de la comisión Profesor Jacob Sundberg concluyó que Tottle no estaba solo en su postura de negar la hambruna y que la información recopilada en el libro no podía estar disponible sin el visto bueno de las autoridades soviéticas.
Durante una reunion con ADL, intentaron disminuir la importancia del Holodomor, en comparación del Holocausto, para no ensombrecer el sufrimiento del pueblo judío, a expensas del sufrimiento del pueblo ucraniano

## En la política moderna

### Trasfondo
El asunto del Holodomor ha sido un tema de tensión entre Rusia y Ucrania al igual que dentro de la política ucraniana. Según indican las encuestas, en Rusia ha habido un auge del estalinismo desde el año 2000. En 2015 un cuarto de la población tenía una opinión favorable a Stalin. Desde la independencia, el Gobierno ucraniano ha aprobado varias leyes relacionadas con el Holodomor y el pasado soviético, entre las que se encuentra un proyecto de descomunización sancionada en 2015. Por otro lado, el Gobierno ruso no reconoce la hambruna como un acto de genocidio contra la población ucraniana, sino como una tragedia que afectó a la Unión Soviética en general. En 2008 el presidente Dmitri Medvédev escribió a su homólogo ucraniano Viktor Yushchenko que "no había planes de exterminar a ninguna nación" y acusó a la administración ucraniana de sacar rédito político. En noviembre de 2010 se filtró un correo diplomático de Estados Unidos en los que se reveló que Rusia había, supuestamente, presionado a sus países vecinos a que dieran marcha atrás en el reconocimiento del Holodomor como acto de genocidio ante la ONU. De acuerdo con otro documento desclasificado, el ministro de Exteriores Serguéi Lavrov describió el reconocimiento de Israel del Holodomor como "revisionismo histórico".

### Negacionismo de sufrimiento de las minorías étnicas
El Holodomor fue reconocido internacionalmente como un genocidio contra la nación ucraniana, no siendo así para su población por razones políticas y antisemitas, puesto que la población judía sufrió la hambruna a mayor escala. Tiempo atrás se produjeron pogromos contra determinado grupo étnico instigados por nacionalistas. El Holodomor tuvo un efecto inmediato y directo en la población judía, los cuales abandonaron los pueblos y pequeñas localidades para asentarse en Kiev a la búsqueda de comida. Posteriormente esto pasaría a ser el detonante para la masacre de Babi-Yar. Estos últimos actos fueron cometidos por las autoridades nazis apoyados por colaboracionistas.

### En la literatura
En 2006, la asociación prorrusa pública: Intelligentsia para una Ucrania Socialista publicó un panfleto titulado "El mito del Holodomor" por G. S. Tkachenko. En él se responsabilizaba tanto a nacionalistas ucranianos como al Gobierno estadounidense de la creación del "mito". 
El publicista ruso Yuri Mukhin en su libro Mujeres histéricas del Holodomor calificó el Holodomor de "rusofobia" y de "carta comodín de los nazis ucranianos". En Holodomor en la Rus de Sigizmund Mironin, este argumenta que la causa de la hambruna no se debió a las políticas de Stalin, sino a la Nueva Política Económica. Los medios de comunicación rusos también han publicado artículos negando las causas de la hambruna.
En 2010, el ministro de Educación Dmytro Tabachny, hizo una reforma de la literatura incluida en el currículo educativo del país. Entre otros cambios, se eliminó del currículo la novela Maria, de Ulas Samchuk, la primera obra de ficción que trata el Holodomor en Ucrania. El resto de novelas de Samchuk también fueron eliminadas del currículo. En 2022, el Consejo Regional de Rivne solicitó la recuperación de las obras de Samchuk, que llevaban formando parte del sistema educativo desde 1991.

### Negacionismo en la legislación ucraniana
El 28 de noviembre de 2006, la Rada Suprema  aprobó una ley que reconocía el genocidio contra la población ucraniana. La moción salió adelante por 233 votos de los 226 necesarios para aprobar el acta. Votaron a favor: BYuT (118 diputados), Nasha Ukrayina (79), SPU (30), Independientes (4) y Partido de las Regiones (2). En contra se posicionó el KPU. El resto de la cámara se abstuvo o no votó.

El Presidente Viktor Yushchenko presentó un anteproyecto ante el Parlamento para que fuere tomado a consideración. El borrador concebía la posibilidad de juzgar el negacionismo del Holodomor al igual que el Holocausto de la población judía. La producción y distribución de materiales negacionistas sería penado con una sanción económica e incluso penal de hasta dos años. Sin embargo, el acta no recibió el apoyo del Presidente entrante Viktor Yanukovych, el cual, en 2010 declaró:
"sería un error a la vez de injusto reconocer el Holodomor como un acto de genocidio contra una sola nación" 
Sin embargo, al año siguiente declaró lo siguiente:
"aquellos años de totalitarismo han sido una catástrofe espiritual: numerosas iglesias demolidas, campesinos, trabajadores e intelectuales; todos ellos, por millares, fueron represaliados o enviados a gulags. Cada familia ucraniana tuvo que sufrir aquellos días."
Dos años después afirmaría que:
"este crimen ha cambiado la historia de la población ucraniana para siempre. Ha sido uno de los desafíos más duros a los que se hayan enfrentado jamás. El Holodomor no solo mató gente, también tuvo el propósito de causar temor y obediencia."